# Plymouth Barracuda
Plymouth Barracuda är en bilmodell tillverkad av Plymouth åren 1964–1974.
Årsmodellerna till och med 1969 baserades på Plymouth Valiant. Från och med årsmodell 1970 baserades Barracudan, liksom Dodge Challenger, på Chrysler-koncernens nya E-plattform.  Den skiljer sig från Dodge Challenger genom bland annat 2 tum kortare hjulbas, enkla huvudstrålkastare och är i övrigt något mindre påkostad. Maskinellt är det samma bil och motoralternativen var desamma. Cudan kunde fås med allt ifrån rak 6cyl upp till 426HEMI och 440SixPack V8:or. Vanligast var smallblock 318. 
Intressant i sammanhanget är Cuda AAR som tillverkades i ett begränsat antal för den amerikanska Trans Am Racing-serien. Den utrustades bland annat med en annan utväxling på styrväxeln för färre rattvarv, speciell lackering/stripning samt smallblocksmotor på 340 kubiktum (cirka 5,6 l). Förgasararrangemanget hämtades från 440 SixPack, det vill säga 3 tvåportsförgasare med en sammanlagd flödeskapacitet på imponerande 1200 kubikfot/minut. Dodge tillverkade en systermodell till AAR under namnet Challenger T/A (Trans Am).